# Why Me Lord
Why Me Lord – amerykańska piosenka z gatunku country oraz gospel napisana i nagrana przez Krisa Kristoffersona.

## Historia piosenki
Kristofferson odnosił sukcesy w Nashville na początku lat 70 XX w. z masowym sukcesem utworów, jak For the Good Times, Me and Bobby McGee, Sunday Morning Coming Down, Help Me Make It Through the Night oraz wielu innych. Hitem była też jego Loving Her Was Easier (Than Anything I’ll Ever Do Again).
Why Me Kristofferson nagrał w 1972 roku z udziałem jego przyszłej żony Rity Coolidge, która mu akompaniowała i stawiającego wtedy dopiero pierwsze kroki w branży piosenkarza i twórcę piosenek Larry’ego Gatlina. Utwór został użyty w albumie Jesus Was a Capricorn, w 1973 r. piosenka stała się największym przebojem w karierze Kristoffersona.
Według historyka muzyki country Billa Malone’a Kristofferson napisał hit w czasie, gdy był w „dołku”. Kristofferson poznał June Carter Cash oraz Johnny’ego Casha w hotelu w 1972 r. Chcieli oni aby wykonał dwie piosenki, które napisał.

## Inni wykonawcy

### Elvis Presley i jego wersja utworu
Elvis Presley śpiewał Why Me Lord na żywo od stycznia 1974 r. do jego ostatniej trasy. Wydał ją po raz pierwszy w albumie Elvis Recorded Live On Stage In Memphis w czerwcu 1974 r. Nagrana została na żywo podczas koncertu 20 marca 1974 r. w Memphis, Tennessee. J.D. Sumner śpiewał ją razem z Presleyem na jego występach.

### Wersje innych wykonawców
- Johnny Cash nagrał ją w albumie z 1994 r. – American Recordings
- Merle Haggard nagrał ją w albumie z 1981 r. – What a Friend We Have in Jesus
- Smoking Popes nagrali ją w albumie z 2001 r.
- David Crowder Band nagrali ją w albumie Give Us Rest z 2012 r.

## Nagrody i wyróżnienia
Why Me otrzymała status złotej płyty od Recording Industry Association of America po tym jak sprzedała się w albumie w ponad milionie egzemplarzy.